# Vrbanja (rijeka)
Vrbanja je rijeka u zapadnom dijelu Bosne i Hercegovine; uz rijeku Ugar najveći je desni pritok Vrbasa. Duga je oko 85,3 km. Njezin sliv obuhvaća površinu od oko 804 km² i ima značajan hidropotencijal.
Izvire na planini Vlašić, uzvodno od sela Pilipovina (na visini od 1520 metara), u području zvanom Prelivode – razvođu s rijekama Ugar, Ilomskom i Bilom. Teče kroz Šiprage, Vrbanjace, Kotor-Varoš, Zabrđe i Čelinac. Ulijeva se u Vrbas, uz prigradsko naselje Česma kod Banja Luke, na visini koja je za 1356 metara niža od izvora.
Prima mnoge pritoke s planina Vlašić, Čemernica, Borja i Uzlomac. S desne se strane u Vrbanju ulijevaju Bobovica, Lopača, Trnovac, Crkvenica, Stopanska rijeka, Ulički, Maljavska rijeka, Kruševica, Jezerka, Bosanka, Jelovac, Smrdelj, Uzlomački potok, Svinjara, Crna rijeka i Jošavka, a s lijeve Čudnić, Kovačevića potok, Crepovski potok, Tuleški potok, Ćorkovac, Demićka, Sadika, Grabovička rijeka, Duboka, Vigošta / Vigošća, Cvrcka, Dubokovac, Jakotina, Marića potok, Bijeli potok i Tovladićki potok.
Dolinom vodi put Banja Luka – Kotor Varoš – Maslovare za Teslić i Doboj, a od Banje Luke do Čelinca dio željezničke pruge Banja Luka – Doboj.

## Vanjske poveznice
|  | Zajednički poslužitelj ima još gradiva o temi Vrbanja (rijeka) |